# 1793 en Bretagne
 Chronologie de la Bretagne
- 1789
- 1790
- 1791
- 1792
- 1793
- 1794
- 1795
- 1796
- 1797

Cette page recense des événements qui se sont produits durant l'année 1793 en Bretagne.

## Société

### Naissance

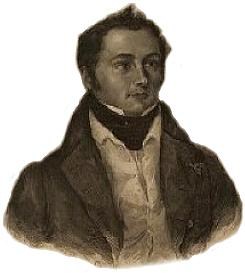
Édouard Corbière

- 1er avril à Brest : Jean Antoine René Édouard Corbière, mort à Morlaix (Finistère) le 27 septembre 1875, marin, armateur, journaliste et écrivain français, considéré comme le père du roman maritime en France. Il est le père du poète Tristan Corbière (1845-1875) reconnu a titre posthume.

- 15 octobre à Brest : Alexis Brunel, homme politique français décédé le 8 avril 1849 à Paris.